# Microstegium somae
Microstegium somae är en gräsart som först beskrevs av Bunzo Hayata, och fick sitt nu gällande namn av Jisaburo Ohwi. Microstegium somae ingår i släktet Microstegium och familjen gräs. Inga underarter finns listade i Catalogue of Life.